# Länna
Länna – miejscowość (tätort) w Szwecji, w regionie administracyjnym (län) Uppsala, w gminie Uppsala.
Miejscowość jest położona w prowincji historycznej (landskap) Uppland ok. 20 km na wschód od Uppsali.
W 2010 roku Länna liczyła 685 mieszkańców. Według danych Szwedzkiego Urzędu Statystycznego następnie liczba ludności wyniosła: 700 (31 grudnia 2015), 691 (31 grudnia 2018) i 680 (31 grudnia 2019).
W Länna znajduje się stacja muzealnej linii wąskotorowej Upsala–Lenna Jernväg, nazywanej Lennakatten.